# Argyranthemum maderense
Argyranthemum maderense là một loài thực vật có hoa trong họ Cúc. Loài này được (D.Don) Humphries mô tả khoa học đầu tiên năm 1976.